# HD 35239
HD 35239，又名BD+31 955，SAO 57988、HR 1776，是一颗恒星，视星等为5.94，位于銀經175.69，銀緯-2.63，其B1900.0坐标为赤經5h 18m 11.8s，赤緯+31° -2.63′ 0″。